# Triazolam
Triazolam, merknaam Halcion® is een geneesmiddel behorend tot de groep van de benzodiazepinen. Het is een snel en kortwerkend slaapmiddel dat geïndiceerd is bij patiënten met voorbijgaande en of angstgebonden slapeloosheid. Omdat langdurig gebruik een grote kans op afhankelijkheid met zich meebrengt dient de behandelingsduur zo kort mogelijk te zijn. Het gebruik van dit middel en de posologie worden door de arts individueel bepaald. Bij langdurig gebruik is een regelmatige herevaluatie door de arts aan te raden.

## Effecten
Net zoals de andere benzodiazepinen heeft de stof de volgende werkingen:
- maakt slaperig
- kalmerend effect
- spierontspannend (gevaar voor vallen bij bejaarden)
- vermindering van angst (anxiolyticum)
- vermindering van spanning

## Dosering
De dosis wordt steeds individueel door de arts bepaald. Een normale dagdosis situeert zich tussen 0,125 en 0,25 mg.

## Bijwerkingen
De belangrijkste bijwerkingen zijn gelijkaardig met die van andere benzodiazepines: sufheid, slaperigheid en spierverslapping. Deze effecten worden versterkt door het gebruik van alcohol. Men dient er rekening mee te houden dat dit middel de concentratie ongunstig beïnvloedt: voorzichtigheid bij autorijden, het bedienen van machines, en andere zaken waarbij men zich goed dient te concentreren, is geboden. Het optreden van geheugenverlies is een bijwerking, die verkrachters voor hun doel bewust inzetten (daterapedrug).

## Registratieproces
In Nederland werd het slaapmiddel in 1979 uit de handel gehaald na ophef in de pers. Het Bureau Bijwerkingen ontving meer dan 1000 meldingen, meer dan over alle geneesmiddelen samen. In november 1977 was het middel in de sterktes van 0,25mg, 0,50mg en 1mg als eerste ter wereld geregistreerd in Nederland en België. De Nederlandse psychiater C. van der Kroef had met een ingezonden brief in het Nederlands Tijdschrift voor Geneeskunde voor zoveel ophef gezorgd dat het middel uit de handel moest worden gehaald. In Nederland werd het middel in de nieuwe sterkte 0,125mg en de oude sterkte 0,25mg opnieuw geregistreerd. In augustus 2004 verdween het er op verzoek van de fabrikant roemloos uit de handel. In 1991 schreef de bekende farmacoloog Offerhaus reeds een requiem voor deze Halcyon=ijsvogel.
In een interview van Larry King met George H.W. Bush prijst eerstgenoemde als gebruiker het middel aan. Vooruitlopend op een verbod in de USA kondigt het Witte Huis op 5 februari 1992 aan dat de president de medicatie stopt, die verantwoordelijk werd gehouden voor enige afwezige momenten van de president.